# Kasztelania kijowska
Kasztelania kijowska – kasztelania mieszcząca się niegdyś w województwie kijowskim, z siedzibą (kasztelem) w Kijowie.

## Kasztelanowiekijowscy
| Monarcha                                                | Wojewoda | #  | Kasztelan                                                                                 | Portret | Herb | Lata sprawowania urzedu                                                             | Lata życia                                           |
| ------------------------------------------------------- | --- | -- | ----------------------------------------------------------------------------------------- | ------- | ---- | ----------------------------------------------------------------------------------- | ---------------------------------------------------- |
| Zygmunt II August/ Henryk III Walezy/ Stefan Batory     | Konstanty Wasyl Ostrogski                                                                                      | 1  | Paweł Sapieha Paweł Sapieha h. Lis                                                        |         |      | marzec 1566 - 6 października 1580/przed 8 grudnia 1580                              | zm. przed 8 grudnia 1580                             |
| Stefan Batory                                           | Konstanty Wasyl Ostrogski                                                                                      | 2  | Michał Wiśniowiecki Michał Wiśniowiecki h. własnego Korybut                               |         |      | 15 marca 1581 - 15 października 1584                                                | zm. 15 października 1584                             |
| Stefan Batory/ Zygmunt III Waza                         | Konstanty Wasyl Ostrogski                                                                                      | 3  | Iwan Czaplic Szpanowski Iwan Czaplic Szpanowski h. Kierdeja                               |         |      | lutego 1585 - 1604/20 maja 1607                                                     | zm. w 1604                                           |
| Zygmunt III Waza                                        | Stanisław Żółkiewski/ Tomasz Zamoyski                                                                          | 4  | Jerzy Wiśniowiecki Jerzy Wiśniowiecki h. własnego Korybut                                 |         |      | 26 stycznia 1609 - 5 września 1618/1618/przed 15 października 1619                  | zm. w 1618/przed 15 października 1619                |
| Zygmunt III Waza                                        | Tomasz Zamoyski                                                                                                | 5  | Adam Aleksander Sanguszko Koszyrski Adam Aleksander Sanguszko Koszyrski h. Pogoń Litewska |         |      | 31 października/7 listopada 1618 - 15 października 1621                             | ok. 1590 - 1653                                      |
| Zygmunt III Waza                                        | Tomasz Zamoyski/ Aleksander Zasławski/ Stefan Chmielecki/ Janusz Tyszkiewicz Łohojski                          | 6  | Hawryło Hojski Hawryło Hojski h. Kierdeja                                                 |         |      | 1621 - 18 kwietnia 1631/przed 8 marca 1632                                          | zm. przed 8 marca 1632                               |
| Zygmunt III Waza/ Władysław IV Waza                     | Janusz Tyszkiewicz Łohojski                                                                                    | 7  | Roman Hojski Roman Hojski h. Kierdeja                                                     |         |      | 8 marca/30 października 1632 - 26 kwietnia 1634/przed 10 sierpnia 1635              | zm. przed 10 sierpnia 1635                           |
| Władysław IV Waza                                       | Janusz Tyszkiewicz Łohojski                                                                                    | 8  | Aleksander Piaseczyński Aleksander Piaseczyński h. Lis                                    |         |      | 10 sierpnia 1635 - styczniu 1646/przed 65 lutego 1646                               | zm. w styczniu 1646/przed 65 lutego 1646             |
| Władysław IV Waza                                       | Janusz Tyszkiewicz Łohojski                                                                                    | 9  | Adam Kisiel Adam Kisiel h. własnego Namiot                                                |         |      | 26 stycznia/5 lutego 1646 - 26 stycznia/5 lutego 1646                               | 1600 - 3 maja 1653, Brześć Litewski                  |
| Władysław IV Waza/ Jan II Kazimierz Waza                | Janusz Tyszkiewicz Łohojski/ Adam Kisiel                                                                       | 10 | Maksymilian Brzozowski Maksymilian Brzozowski h. własnego                                 |         |      | lutym 1648 - 6 maja 1653                                                            |                                                      |
| Jan II Kazimierz Waza                                   | Stanisław Rawera Potocki                                                                                       | 11 | Zbigniew Gorajski Zbigniew Gorajski h. Korczak                                            |         |      | przed 5 czerwca 1653 - 29 lutego 1655/przed 14 maja 1655                            | zm. przed 14 maja 1655                               |
| Jan II Kazimierz Waza                                   | Stanisław Rawera Potocki                                                                                       | 12 | Stefan Czarniecki Stefan Czarniecki h. Łodzia                                             |         |      | 14 maja 1655 - 3 marca 1657                                                         | ok. 1599, Czarnca - 16 lutego 1665, Sokołówka        |
| Jan II Kazimierz Waza                                   | Stanisław Rawera Potocki/ Jan Sobiepan Zamoyski/ Iwan Wyhowski/ Stefan Czarniecki/ Michał Zygmunt Stanisławski | 13 | Aleksander Gratus Tarnowski Aleksander Gratus Tarnowski h. Leliwa                         |         |      | 1657 - 30 września 1667                                                             | 1610 - 1685                                          |
| Michał Korybut Wiśniowiecki/ Jan III Sobieski           | Andrzej Potocki                                                                                                | 14 | Mikołaj Podlodowski Mikołaj Podlodowski h. Janina                                         |         |      | 12 listopada 1669 - 21 maja 1674/przed 5 lutego 1676                                | zm. przed 5 lutego 1676                              |
| Jan III Sobieski                                        | Andrzej Potocki                                                                                                | 15 | Mariusz Stanisław Jaskólski Mariusz Stanisław Jaskólski h. Leszczyc                       |         |      | 5 lutego 1676 - 3 marca 1680                                                        | zm. w 1683                                           |
| Jan III Sobieski                                        | Andrzej Potocki                                                                                                | 16 | Stefan Niemirycz Stefan Niemirycz h. Klamry                                               |         |      | 28 marca 1680 - 25 marca 1681                                                       |                                                      |
| Jan III Sobieski                                        | Stefan Niemirycz                                                                                               | 17 | Stefan Zamoyski Stefan Zamoyski h. Jelita                                                 |         |      | 1682                                                                                | zm. w 1682                                           |
| Jan III Sobieski                                        | Stefan Niemirycz                                                                                               | 18 | Jerzy Wielhorski Jerzy Wielhorski h. Kierdeja                                             |         |      | 14 sierpnia 1682 - 20 sierpnia 1682                                                 | zm. przed 30 grudnia 1683                            |
| Jan III Sobieski                                        | Stefan Niemirycz/ Marcin Kazimierz Kątski                                                                      | 19 | Jan Franciszek Dzieduszycki Jan Franciszek Dzieduszycki h. Sas                            |         |      | 1682/7 marca 1683 - 7 stycznia 1689                                                 | zm. albo przed 30 kwietnia albo 4 maja 1704          |
| Jan III Sobieski                                        | Marcin Kazimierz Kątski                                                                                        | 20 | Wojciech Mokronowski Wojciech Mokronowski h. Bogoria                                      |         |      | 18 marca 1689 - przed 20 września 1691                                              | zm. przed 20 września 1691                           |
| Jan III Sobieski                                        | Marcin Kazimierz Kątski                                                                                        | 21 | Hieronim Stanisław Kuropatnicki Hieronim Jarosz Stanisław Kuropatnicki h. Nieczuja        |         |      | 6 grudnia 1691/18 października 1695 - 1696                                          | zm. w 1696                                           |
| August II Mocny/ Stanisław Leszczyński/ August II Mocny | Marcin Kazimierz Kątski/ Józef Potocki                                                                         | 22 | Władysław Mikołaj Kossakowski Władysław Mikołaj Kossakowski h. Ślepowron                  |         |      | 24 września 1697 - 9 września 1703/przed 30 kwietnia 1706                           | zm. przed 30 kwietnia 1706                           |
| August II Mocny                                         | Józef Potocki                                                                                                  | 23 | Feliks Czermiński Feliks (Szczęsny) Czermiński h. Wieniawa                                |         |      | 30 kwietnia 1706 - 5 października 1714/październiku 1714/przed 23 października 1714 | zm. w październiku 1704/przed 23 października 1714   |
| August II Mocny                                         | Józef Potocki                                                                                                  | 24 | Stanisław Potocki Józef Stanisław Potocki h. Pilawa                                       |         |      | 23 października 1714 - 27 lutego 1722                                               | zm. 27 lutego 1722                                   |
| August II Mocny/ Stanisław Leszczyński/ August III Sas  | Józef Potocki/ Stanisław Potocki                                                                               | 25 | Kazimierz Stanisław Stecki Kazimierz Stanisław Stecki h. Radwan                           |         |      | 17 listopada 1722 - 5 października 1748/przed 20 listopada 1748                     | zm. przed 20 listopada 1748                          |
| August III Sas                                          | Stanisław Potocki/ Franciszek Salezy Potocki                                                                   | 26 | Nikodem Kazimierz Woronicz Nikodem Kazimierz Woronicz h. Pawęza                           |         |      | 20 listopada 1748 - 3 listopada 1760/przed 23 czerwca 1762                          | zm. przed 23 czerwca 1762                            |
| August III Sas/ Stanisław August Poniatowski            | Franciszek Salezy Potocki/ Stanisław Lubomirski                                                                | 27 | Maciej Lanckoroński Maciej Lanckoroński h. Zadora                                         |         |      | 23 czerwca 1762 - 29 października 1772                                              | 28 lutego 1723, Jagielnica - 14 sierpnia 1789, Dębno |
| Stanisław August Poniatowski                            | Stanisław Lubomirski                                                                                           | 28 | Józef Gabriel Stempkowski Józef Gabriel Stępkowski lub Straszny Józef h. Suchekomnaty     |         |      | 29 października 1772 - 22 lutego 1785                                               | 1710 – 1793                                          |
| Stanisław August Poniatowski                            | Józef Gabriel Stempkowski                                                                                      | 29 | Aleksander Lubomirski Aleksander Lubomirski h. Szerniawa (bez krzyża)                     |         |      | 28 lutego 1785 - 9 marca 1785/przed 21 grudnia 1790                                 | 1751, Kijów - 14 lipca 1804, Wiedeń                  |
| Stanisław August Poniatowski                            | Antoni Protazy Potocki                                                                                         | 30 | Józef Lubomirski Józef Lubomirski h. Szerniawa (bez krzyża)                               |         |      | 21 grudnia 1790 - 1 sierpnia 1794                                                   | zm. w lipcu 1817, Równe                              |